# Elezioni legislative in Svezia del 1998
Le elezioni legislative in Svezia del 1998 si tennero il 20 settembre per il rinnovo del Riksdag. In seguito all'esito elettorale, Göran Persson, espressione del Partito Socialdemocratico, fu confermato Ministro di Stato.

## Risultati
| Liste                                              | Voti      | %     | Seggi |
| -------------------------------------------------- | --------- | ----- | ----- |
| Partito Socialdemocratico dei Lavoratori di Svezia | 1 914 426 | 36,39 | 131   |
| Partito Moderato                                   | 1 204 926 | 22,90 | 82    |
| Partito della Sinistra                             | 631 011   | 11,99 | 43    |
| Democratici Cristiani                              | 619 046   | 11,77 | 42    |
| Partito di Centro                                  | 269 762   | 5,13  | 18    |
| Partito Popolare Liberale                          | 248 076   | 4,72  | 17    |
| Partito Ambientalista i Verdi                      | 236 699   | 4,50  | 16    |
| Altri                                              | 137 176   | 2,61  | –     |
| Totale                                             | 5 261 122 | 100   | 349   |